# Тернеро, Фредди
Фредди Сантос Тернеро Корралес (исп. Freddy Santos Ternero Corrales; 26 марта 1962 года, Лима — 18 сентября 2015 года, Лима) — перуанский футболист и тренер.

## Карьера игрока
Воспитанник столичного перуанского клуба «Университарио», за который он выступал с 1978 по 1980 год. Но в стартовом составе самой титулованной перуанской команды Тернеро не смог закрепиться и перебрался в «Леон де Уануко». Вместе с последним он выиграл Кубок Перу в 1980 году, и этот успех позволил ему вернуться в «Университарио». В 1986 году Тернеро стал игроком команды «Сан-Агустин», в её составе он стал чемпионом Перу в 1986 году, после чего Тернеро вновь вернулся в «Университарио». В 1989 году он перешёл в другой столичный клуб «Дефенсор Лима», где провёл следующие 2 сезона. Завершил же свою профессиональную карьеру игрока Тернеро в 1992 году в «Сьенсиано» из города Куско.

## Карьера тренера
После завершения карьеры футболиста Тернеро занял место помощника Серхио Маркаряна, главного тренера «Университарио», который в 1993 году выиграл титул чемпиона Перу. После отставки Маркаряна Тернеро получил возможность выступить в роли главного тренера «Университарио» в ряде матчей. Во второй половине 1994 года Тернеро возглавил «Сьенсиано», в котором он справился с задачей по спасению от вылета из лиги. В середине 1995 года Тернеро перебрался на самый север страны, в город Сульяна, где он работал главным тренером местной команды «Альянса Атлетико».
Успешная работа Тернеро с «Сьенсиано» и «Альянса Атлетико» стала причиной его назначения в 1996 году помощником Хуана Карлоса Облитаса, главного тренера сборной Перу. Тернеро возглавлял национальную команду на Кубке Америки 1997 года, проводившемся в Боливии. Там перуанцы смогли достичь полуфинала, в котором, однако, были разгромлены бразильцами со счётом 0:7. Кроме того, в этот период работы Тернеро в сборной перуанцы едва не вышли в финальную стадию чемпионата мира 1998 года, уступив дорогу чилийцам лишь по разнице мячей.
В последующие годы Тернеро работал с перуанскими клубами «Мельгар», «Сьенсиано» и «Эстудиантес де Медисина». В 2003 году он в очередной раз вернулся в «Сьенсиано» в качестве главного тренера. Клуб, не имевший на тот период титулов на национальном уровне, произвёл под руководством Тернеро сенсацию в Южной Америке, выиграв первый международный титул для перуанских команд. «Сьенсиано» завоевал Южноамериканский кубок 2003, одолев ряд южноамериканских грандов на своём пути к трофею, а в 2004 году клуб стал обладателем Рекопы Южной Америки, в серии пенальти оказавшись сильнее аргентинской «Боки Хуниорс».
В мае 2005 года Тернеро был назначен главным тренером сборной Перу. В его задачу входило вывести сборную на чемпионат мира 2006 года. Но к тому времени перуанцы сохраняли уже только призрачные шансы на это, а под руководством Тернеро команда продолжила показывать плохие результаты.
Фредди Тернеро умер в пятницу, 18 сентября 2015 года, от рака почки в клинике в Лиме.

## Достижения

### В качестве игрока
- Чемпион Перу (4): 1982, 1985, 1986, 1987
- Обладатель Кубка Перу (1): 1980

### В качестве тренера
- Обладатель Южноамериканского кубка (1): 2003
- Обладатель Рекопы Южной Америки (1): 2004